# Dom Konferencji w Wannsee
Dom Konferencji w Wannsee (niem. Haus der Wannsee-Konferenz) – muzeum w Wannsee (dzielnicy Berlina) otwarte 19 stycznia 1992, mieszczące się w byłej willi fabrykanta Ernsta Marliera (wzniesionej w 1915) która w latach 1941–1945 służyła jako hotel i miejsce obrad SS.
Centralnym punktem ekspozycji stałej jest konferencja, która odbyła się 20 stycznia 1942 w byłej jadalni willi.